# José Orlando Martínez
José Orlando Martínez Peña (San Salvador, 30 settembre 1979) è un ex calciatore salvadoregno, di ruolo attaccante.

## Biografia
Nel 2010 annuncia di aver concluso la propria carriera di calciatore per dedicarsi al ciclismo.

## Carriera

### Club
Comincia a giocare all'Atlético Marte. Nel 2002 passa al San Salvador. Nel 2003 viene acquistato dal Luis Ángel Firpo. Nel gennaio 2007 si trasferisce all'Alianza. Nel 2009 viene acquistato dall'Atlético Marte con cui conclude, nel 2010, la propria carriera da calciatore.

### Nazionale
Ha debuttato in Nazionale nel 2000. Ha messo a segno la sua prima rete con la maglia della Nazionale il 12 maggio 2004, in El Salvador-Haiti (3-3), in cui mette a segno la rete del momentaneo 3-2. Ha partecipato, con la Nazionale, alla Gold Cup 2007. Ha collezionato in totale, con la maglia della Nazionale, 33 presenze e due reti.